# تماس با قاره آمریکا پیش از کریستف کلمب

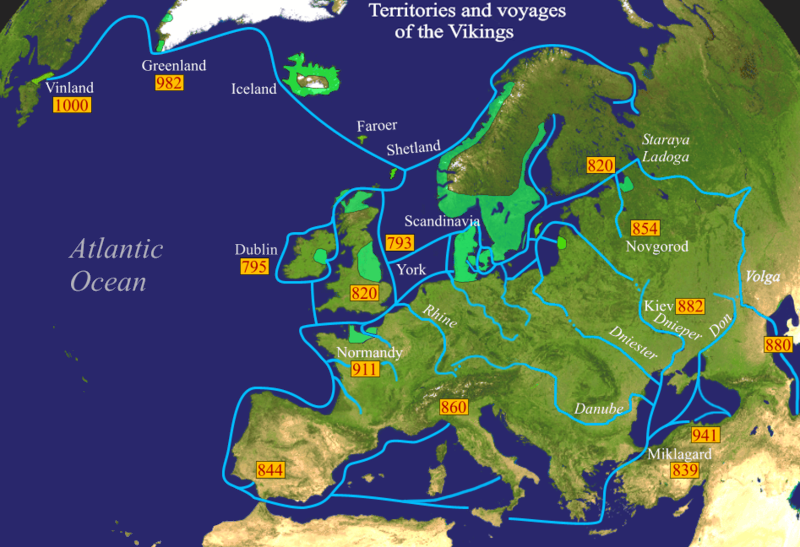
نمایی از آمریکا

بنا به برخی نظریات تماس با ساکنان قاره آمریکا پیش از ورود کریستف کلمب و دریانوردان اسپانیایی همراه او در سال ۱۴۹۲ میلادی، توسط سایر ملل آسیایی، اروپایی، آفریقایی و ساکنان اقیانوسیه صورت می‌گرفته‌است. این نظریات مبتنی بر یافته‌های باستان‌شناسی و مقایسه بین فرهنگهای دو سوی اقیانوس است.

## کتابشناسی
- Africa and the discovery of America، نوشته : لیو وینر ،۱۹۲۲
- ۱۴۲۱: The Year China Discovered America، نوشته :کافن منزیس ، ۲۰۰۲